# Catter Beaufond
Catter Beaufond es una localidad de Santa Lucía que forma parte del distrito de Micoud.